# Grotte de Miamou
La grotte de Miamou est une petite grotte et un site archéologique situé dans le village de Miamoú, sur l'ile de Crète, en Grèce. Elle servit de lieu de sépulture au Néolithique récent et à l'Âge du bronze, à partir d'environ 4000 av. J.-C.

## Situation
La grotte de Miamou est située à Miamoú, dans la commune de Gortyne, dans le district d'Héraklion, à 17 km au sud de la localité d'Aghii Deka, à 4 km environ de la mer de Libye, dans les monts d'Asterousia, en Crète.

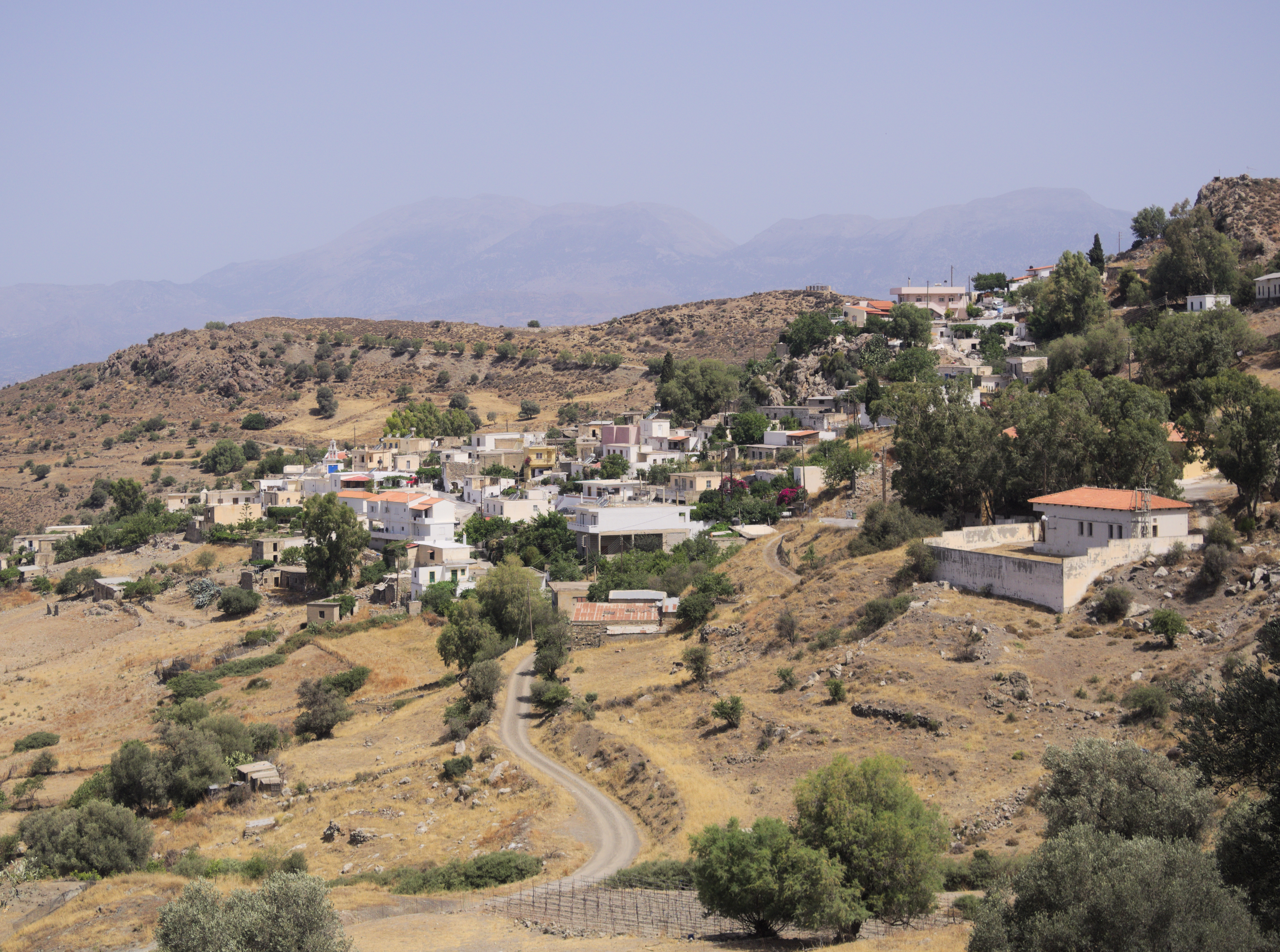
Vue du village de Miamoú

## Historique
La grotte de Miamou fut fouillée en 1897 par A. Taramelli. Il y découvrit dans une première couche des os humains et une importante quantité d'offrandes et de poteries, dont quelques pièces remontant à l'Âge du bronze (Minoen récent I, 1550 à 1430 av. J.-C.).

## Stratigraphie
La couche supérieure est constituée de terre battue et de pierres sur une trentaine de centimètres d'épaisseur. Puis une couche plus ancienne, composée de cendres et de terre a livré des os d'animaux, des poteries, et des traces d'occupation humaine pendant une longue période, si l'on en juge par les nombreux foyers, les restes de nourriture, os d'animaux domestiques, et poteries trouvés dont les plus beaux spécimens datent du Minoen récent I.
Malgré la présence de la couche intermédiaire, il semble que peu de temps se soit écoulé entre l'utilisation de la grotte à des fins d'habitation et la période où elle servit de sépulture. 